# Mount Lebanon (berg i Grenada)
Mount Lebanon är ett berg i Grenada.   Det ligger i parishen Saint Andrew, i den centrala delen av landet, 9 km öster om huvudstaden Saint George's. Toppen på Mount Lebanon är 343 meter över havet. Mount Lebanon ligger på ön Grenada. Det ingår i Saint Marks Mountains.
Terrängen runt Mount Lebanon är kuperad åt nordväst, men åt sydost är den platt. Havet är nära Mount Lebanon åt sydost. Runt Mount Lebanon är det tätbefolkat, med 286 invånare per kvadratkilometer. Närmaste större samhälle är Saint George's, 9,0 km väster om Mount Lebanon. Omgivningarna runt Mount Lebanon är en mosaik av jordbruksmark och naturlig växtlighet.